# Ebro (Floryda)
Ebro – miasto w Stanach Zjednoczonych, w stanie Floryda, w hrabstwie Washington.